# Trichiorhyssemus asperulus
Trichiorhyssemus asperulus är en skalbaggsart som beskrevs av Waterhouse 1875. Trichiorhyssemus asperulus ingår i släktet Trichiorhyssemus och familjen Aphodiidae. Inga underarter finns listade i Catalogue of Life.